# Zehdenick
Zehdenick är en stad i den tyska regionen Oberhavel i förbundslandet Brandenburg och ligger drygt fem mil norr om Berlin.

## Geografi
Zehdenick ligger vid floden Havel cirka 60 km norr om Berlin. De tidigare kommunerna Bergsdorf, Ribbeck och Vogelsang uppgick i Zehdenick den 31 december 2001 följt av Badingen, Kappe, Klein-Mutz, Kurtschlag, Marienthal, Mildenberg, Wesendorf och Zabelsdorf den 26 oktober 2003.

## Historia
Staden nämns 1216 för första gången i en urkund. Betydande för stadens utveckling var ett cistercienserkloster som grundades 1250 och som förstördes 1801. Dessutom var en 1664 uppbyggd masugn viktig för näringslivet i hela regionen. Staden förstördes 1801 under en stadsbrand och återuppbyggdes efter en ny stadsplan. Vid byggandet av järnvägslinjen upptäcktes stora mängder lera i området och sedan etablerades större tegelbruk i staden.

## Befolkning
- Befolkningsutveckling sedan 1875 inom nuvarande kommungränser.
- Aktuella befolkningsutveckling (blå linje) och prognoser.

| År   | Invånare |
| ---- | -------- |
| 1875 | 10 598   |
| 1890 | 12 293   |
| 1910 | 17 117   |
| 1925 | 17 337   |
| 1933 | 18 363   |
| 1939 | 20 247   |
| 1946 | 22 257   |
| 1950 | 22 723   |
| 1964 | 19 215   |
| 1971 | 19 248   |

| År   | Invånare |
| ---- | -------- |
| 1981 | 17 469   |
| 1985 | 17 413   |
| 1989 | 17 249   |
| 1990 | 16 980   |
| 1991 | 16 749   |
| 1992 | 16 545   |
| 1993 | 16 321   |
| 1994 | 16 243   |
| 1995 | 16 077   |
| 1996 | 15 981   |

| År   | Invånare |
| ---- | -------- |
| 1997 | 15 752   |
| 1998 | 15 733   |
| 1999 | 15 594   |
| 2000 | 15 443   |
| 2001 | 15 206   |
| 2002 | 14 993   |
| 2003 | 14 903   |
| 2004 | 14 708   |
| 2005 | 14 607   |
| 2006 | 14 478   |

| År   | Invånare |
| ---- | -------- |
| 2007 | 14 292   |
| 2008 | 14 090   |
| 2009 | 14 033   |
| 2010 | 13 830   |
| 2011 | 13 511   |
| 2012 | 13 471   |
| 2013 | 13 345   |
| 2014 | 13 325   |
| 2015 | 13 409   |
| 2016 | 13 463   |

| År   | Invånare |
| ---- | -------- |
| 2017 | 13 456   |
| 2018 | 13 437   |
| 2019 | 13 387   |
| 2020 | 13 307   |

## Övrigt
Zehdenicks vänorter är Castrop-Rauxel i västra Tyskland och Siemiatycze i östra Polen.

### Marianne Grunthal
Marianne Grunthal föddes och växte upp i Zehdenick. Efter att ha utbildat sig till lärare återvände hon till Zehdenick och jobbade på Robert-Heinrich-Schule. När Berlin drabbades av bombräder i slutet av april 1945 flydde hon tillsammans med andra flyktingar norrut. När hon kom till Zippendorf överraskades hon av meddelandet att Hitler hade tagit livet av sig varpå hon sa: "Gudskelov, nu blir det snart fred!". Efter att hon hade yttrat detta arresterades hon, misshandlades och dömdes till döden. Den 2 maj 1945 transporterades hon på en lastbil till centrala Zippendorf och hängdes i en kontaktledningsstolpe utanför centralstationen. Man ville först använda ett vanligt rep men när det gick sönder vid första hängningsförsöket användes en tråd istället. Marianne Grunthal blev 49 år.